# 芦屋公園
芦屋公園（あしやこうえん）は、兵庫県芦屋市にある都市公園（地区公園）である。別名松浜公園と呼ばれており、芦屋川左岸沿いに国道43号から河口付近まで南北にのびた公園には市木であるクロマツが約420本植えられている。面積29,433平方メートル。

## 沿革
- 大正時代 鵺塚が建てられる
- 1956年（昭和31年） 芦屋公園庭球場が開設され、同年に第11回国民体育大会において硬式庭球競技大会が開催される[2]
- 1973年（昭和48年）7月7日 日中友好碑が建てられる

## 公園内の施設
- ブランコ
- 滑り台
- ジャングルジム
- うんてい
- 複合遊具
- 健康遊具
- トイレ（障害者用、オムツ替えスペース）
- ベンチ
- テニスコート
- 会議室（有料）
- 駐車場

## 石碑

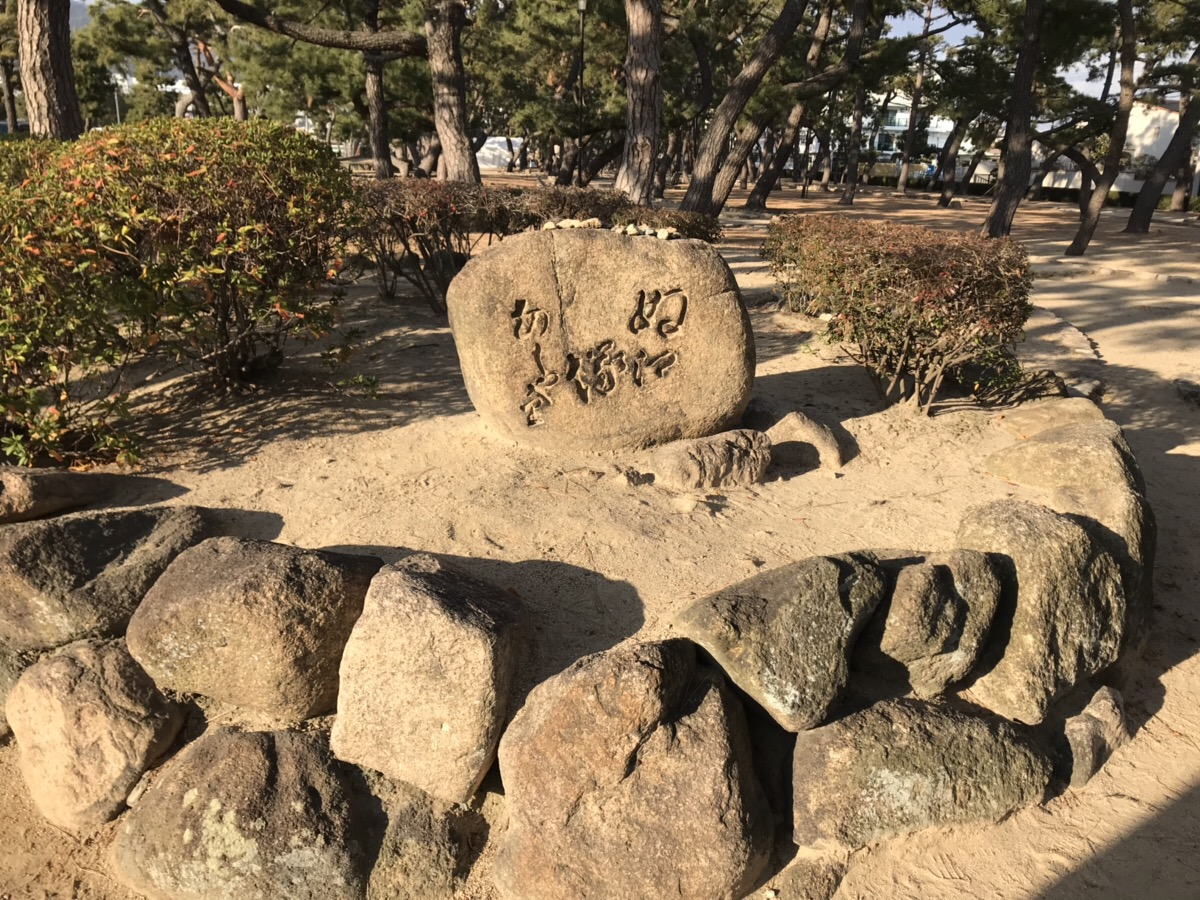
芦屋公園内のぬえ塚（2019年1月撮影）

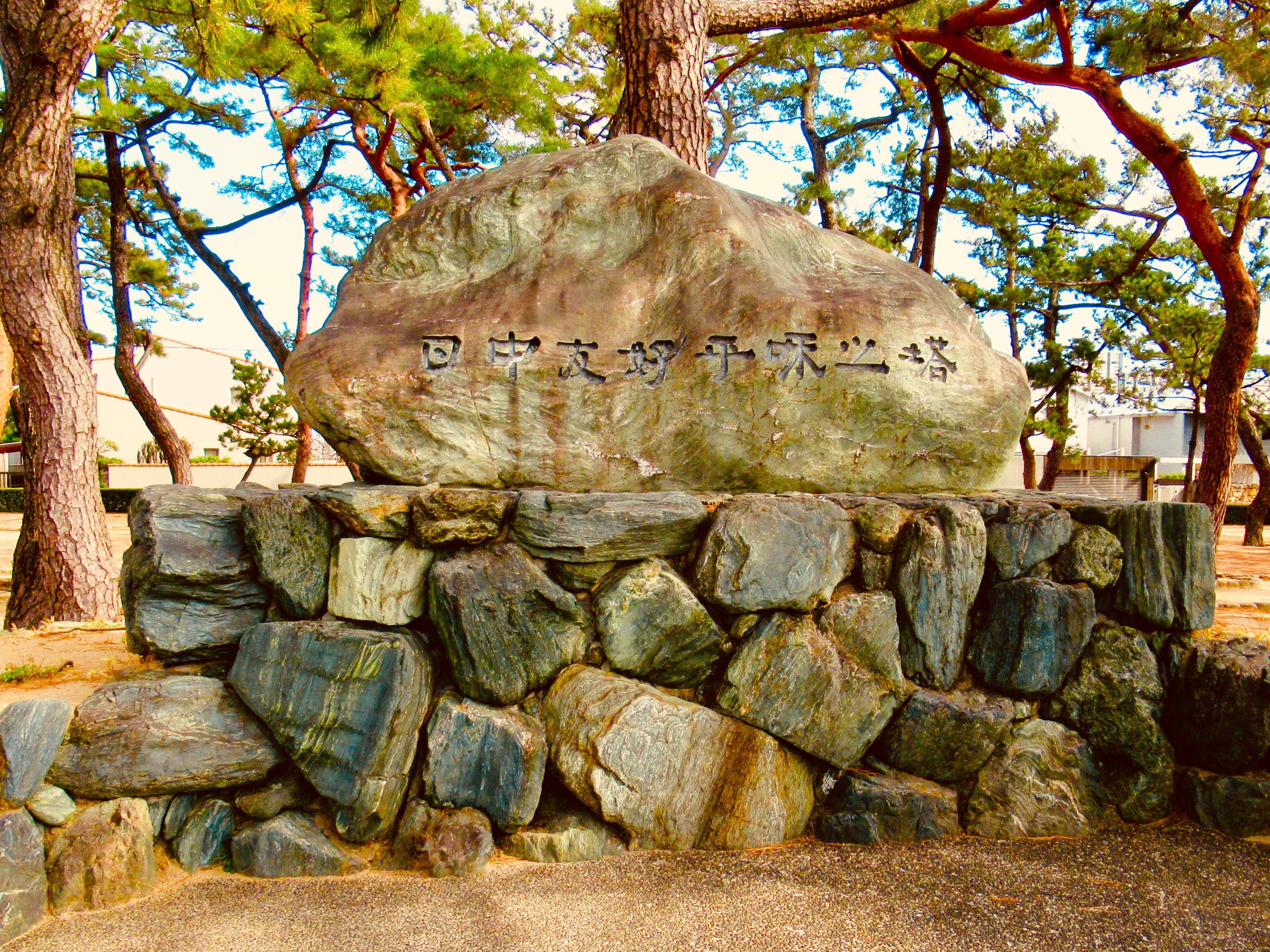
芦屋公園内の日中友好平和の塔（2019年1月撮影）

### ぬえ塚
二条城で深夜に暴れていた怪獣鵺を源頼政が弓で射殺し、死体を船に乗せて、桂川に流し大阪湾を経由して、死体は芦屋の浜辺に辿り着いた。近隣の浦人は鵺の死体を恐れて墓を作り、ぬえ塚となった。このぬえ塚は、1917年（大正6年）に建立された。

### 猿丸君彰功碑
1930年（昭和5年）に建立された。芦屋川改修、農地整理、JR芦屋駅の創設など、芦屋地区発展の基礎作りに貢献したとされる猿丸安明の功績が書かれている。石碑には犬養毅のサインがされている。

### 句碑
芦屋市出身の稲畑汀子が阪神・淡路大震災について読んだ句が掘られている。「震災に 耐へし芦屋の 松涼し」芦屋市内にある阪神・淡路大震災について歌われた碑が46個あり、その一つである。

### 日中友好平和の塔
1973年（昭和48年）7月7日に日中友好平和の塔建設委員会により建てられた。前年に日中国交回復している。

## 交通アクセス
阪神電車芦屋駅から徒歩5分